# Johann Schrammel

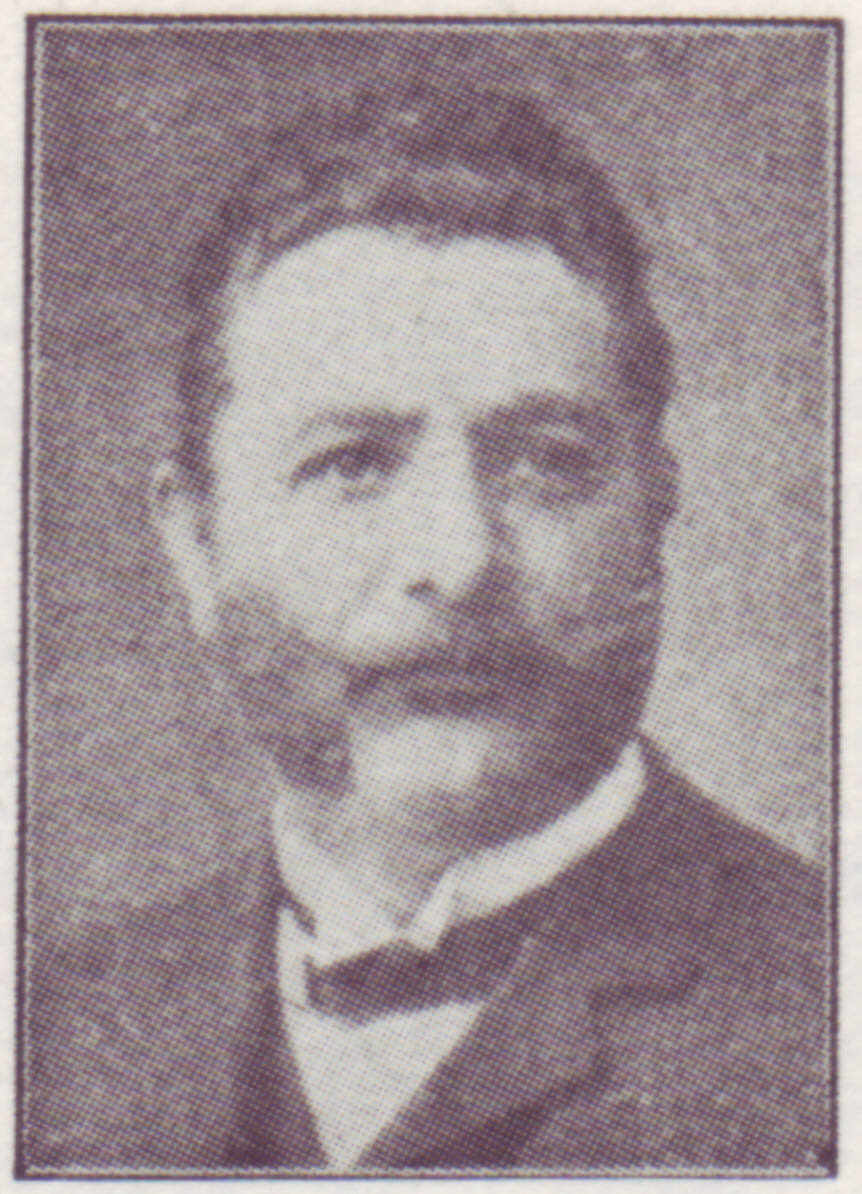
Johann Schrammel

Johann Schrammel (* 22. Mai 1850 in Neulerchenfeld (Wien); † 17. Juni 1893 in Wien-Hernals) war ein österreichischer Komponist, Musiker und Volkssänger.

## Leben
Johann Schrammel, geboren in der Gaullachergasse 35 (damals Neulerchenfeld 119), war der uneheliche Sohn des Klarinettisten Kaspar Schrammel und dessen späterer Ehefrau Aloisia Ernst; sein jüngerer Bruder war Josef Schrammel. Er hatte auch noch einen älteren Halbbruder Konrad Schrammel (1833–1905), der seinen Lebensunterhalt als Drehorgelspieler verdienen musste, als er als Invalide aus dem Militärdienst ausscheiden musste.
Seinen ersten musikalischen Unterricht bekam Schrammel zusammen mit seinem Bruder durch seinen Vater. Mit ungefähr sechs Jahren konnte Johann Schrammel im Kirchenchor seiner Heimatgemeinde Neulerchenfeld mitsingen. Durch Vermittlung seines Vaters erhielt Schrammel ab 1858 Geigenunterricht durch den ersten Geiger des Carltheaters, Ernst Melzer.
Am 6. Jänner 1861 debütierte Schrammel zusammen mit seinem Vater und seinem Bruder anlässlich eines Benefizkonzerts im Gasthaus „Zum goldenen Stuck“ (Neulerchenfelder Straße). Trotz finanzieller Entbehrungen ließ Kaspar Schrammel ab 1862/63 seine beiden Söhne am Wiener Konservatorium studieren. Neben Gesangsunterricht wurde bald schon der Geigenunterricht bei Joseph und Georg Hellmesberger wesentlicher. Später wurde der Violinist Karl Heißler sein Geigenlehrer.
Im Juni 1865 verließ Schrammel das Konservatorium, und ungesicherten Quellen nach war er zu dieser Zeit bereits Mitglied des Orchesters des Harmonietheaters und des Theaters in der Josefstadt. Im darauf folgenden Jahr trat Schrammel in die Armee ein und diente beim Dragonerregiment Nr. 2 und später bei den Infanterieregimentern Nr. 32 und Nr. 49. Er hatte dort bis 1875 den Posten eines Eskadrontrompeters inne und war auch als Musikfeldwebel tätig.
1872 heiratete Schrammel Rosalia Weichselbaumer und hatte mit ihr 13 Kinder; von denen aber nur neun die Kindheit überlebten. Bereits in den letzten Jahren seiner Militärzeit war Schrammel – sozusagen privat – freischaffender Orchestermusiker, u. a. auch im Orchester von Carl Mangold.

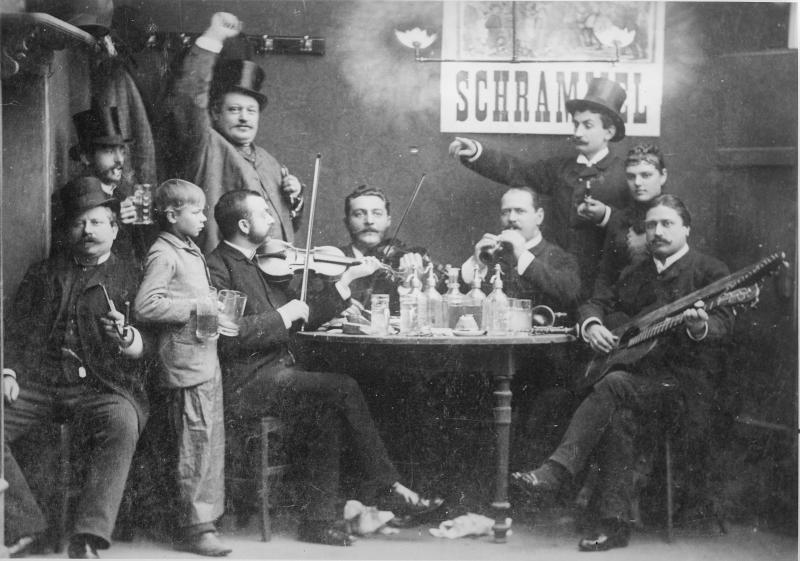
Das Schrammelquartett, 1879

1878 gründete er zusammen mit seinem Bruder Josef Schrammel und dem Gitarristen Draskovits ein Trio, das sich „D'Nußdorfer“ nannte. 1879 wurde Draskovits durch Anton Strohmayer ersetzt. Im selben Jahr wurde das Trio durch Hinzunahme des Klarinettisten Georg Dänzer zum berühmten Schrammel-Quartett. Das Quartett erlangte mit seiner Art, volkstümliche Wiener Musik zu spielen, große Popularität und wurde so zum Begründer der nach ihm benannten Schrammelmusik.
Im Alter von 43 Jahren starb Johann Schrammel in seinem Wohnhaus in der Rötzergasse 13 in Wien-Hernals an einer Nierenentzündung. Er wurde auf dem Hernalser Friedhof (Gruppe K, Nr. 205) in einem ehrenhalber gewidmeten Grab beigesetzt.
Sein wohl bekanntestes Stück, der Marsch Wien bleibt Wien, wurde vor Gründung der GEMA bzw. AKM von vielen europäischen Verlagen gedruckt und erfreut sich, vielleicht auch wegen der Spotttexte, heute noch größter Beliebtheit.

## Ehrungen

Gedenktafel am Wohnhaus

- 1923 wurde in 17. Wiener Gemeindebezirk Hernals die Schrammelgasse nach ihm benannt.
- 1931 wurde am Wohnhaus der Brüder in der Kalvarienberggasse 36 eine Gedenktafel angebracht.
- 1932 wurde am Elterleinplatz der Alszauberbrunnen errichtet. Auf einem Steindenkmal saßen als fast lebensgroße Metallfiguren die Musiker Johann Schrammel, Franz Paul Fiebrich, Adolf Rondorf und Willi Strohmayer. Während des Zweiten Weltkriegs wurden die Figuren eingeschmolzen; 1981 wurden sie durch Nachbildungen von Heriberth Rath ersetzt.
- 1967 wurde in der Parkanlage (Dornbacher Straße, gegenüber 83–85) am 18. November ein Schrammel-Denkmal von Eduard Robitschko enthüllt.

## Rezeption
- 1944 Schrammeln (Film)

## Werke (Auswahl)

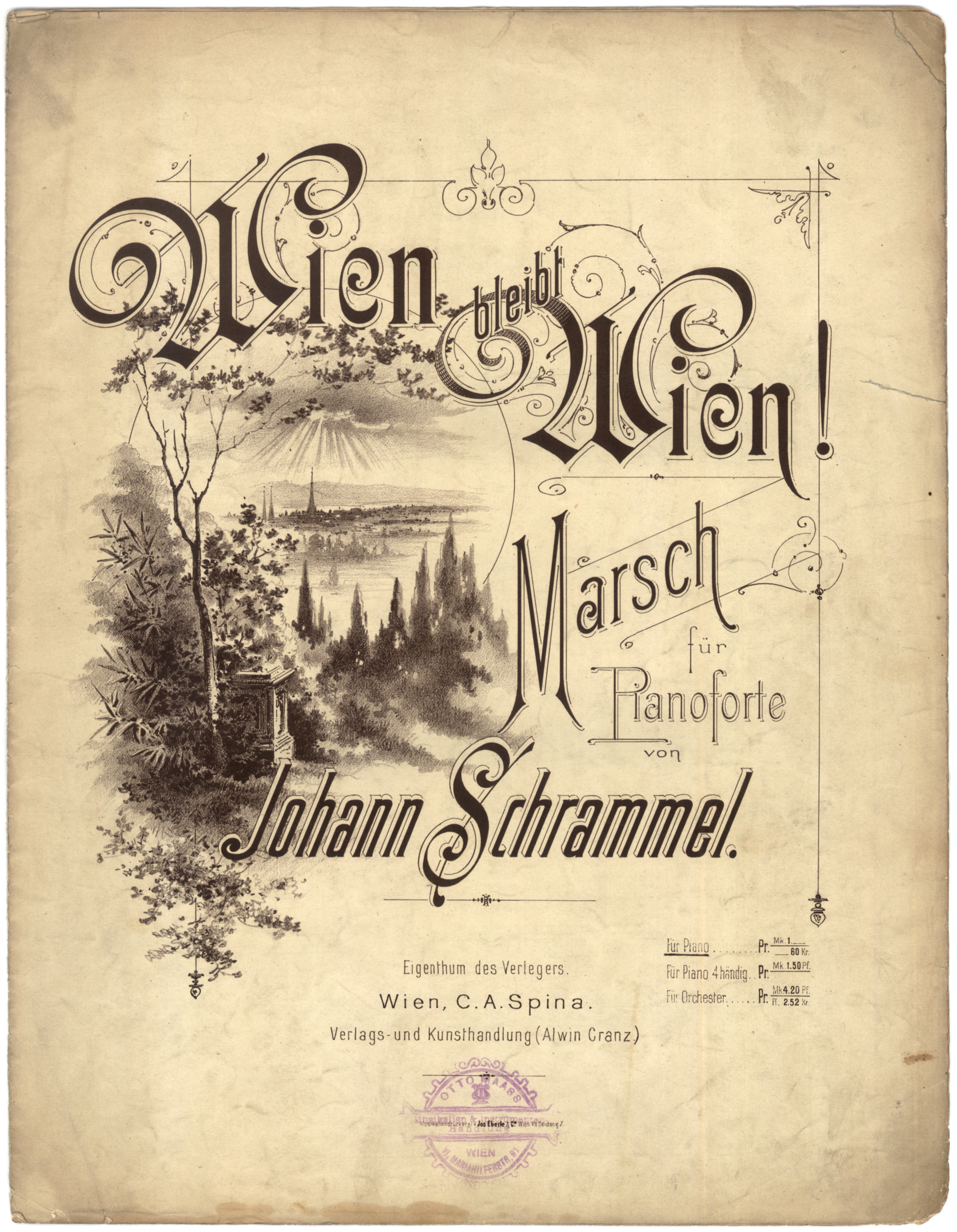
Wien bleibt Wien!

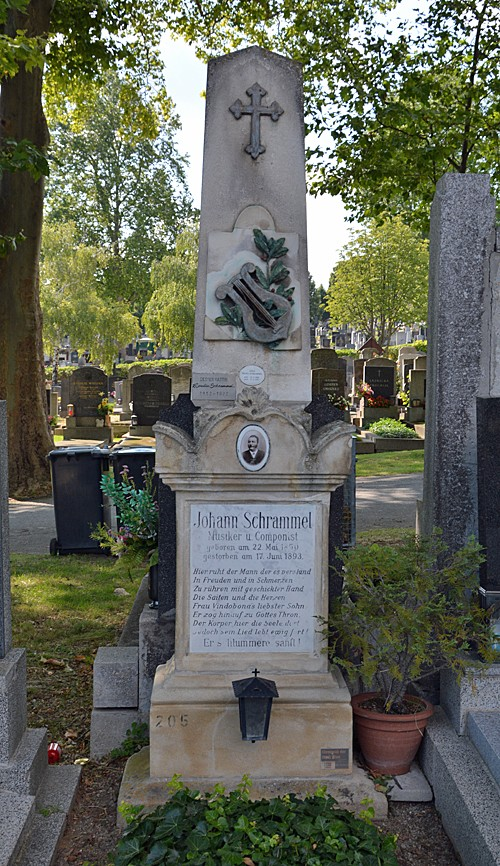
Grab von Johann Schrammel auf dem Hernalser Friedhof

- Der Schwalbe Gruß, op. 105. Lied, Text von Carl Lindau.
- Faschingskrapfen. Walzer.
- Glück und Liebe. Walzerlied, Text von Eduard Merkt.
- Hechten-Marsch.
- Kunst und Natur. Marsch.
- Praterveigerln, op. 151. Polka française.
- ’s Herz von an echten Weana. (Bekannt unter dem Namen „Schrammel Walzer“); Walzer für Piano mit Gesang ad libitum, Text von Carl Lorens.
- Vindobona, du herrliche Stadt. Walzerlied, Worte von Karl Schmitter.
- Warum da Weana in den Himmel kumma muass. Original-Couplet Eduard Merkt.
- Was Öst’reich is’. Alt-Wienerlied, Worte von Wilhelm Wiesberg.
- Weana G′müat, op. 112. Walzer.
- Wien – Berlin, op. 100. Marsch.
- Wien bleibt Wien! Marsch.
- Wiener Künstler, op. 111. Marsch, Text von C. M. Haslbrunner.